# Chaldasaigas
Chaldasaigas (en francès Chaudes-Aigues) és un municipi francès, situat a la regió d'Alvèrnia-Roine-Alps, al departament de Cantal. Està situat a l'Aubrac. Va ser el primer lloc on es va originar l'energia geotèrmica.